# Prohalecites
Prohalecites porroi è un pesce osseo estinto, appartenente ai Prohaleciteiformes. Visse nel Triassico medio (Ladinico e Carnico) e i suoi resti fossili sono stati ritrovati in Italia, nelle province di Como e di Varese.
P. porroi è il teleosteomorfo più antico conosciuto, quindi appartiene allo stesso gruppo dei "moderni" teleostei. Ciò è anche chiaramente intuibile dalla sua anatomia: la mancanza di scaglie ganoidi, tipiche dei pesci triassici, permette la visione del suo scheletro che è molto simile a quello dei pesci attuali.
La specie tipo è l'unica presente nel genere, Prohalecites porroi, inizialmente descritto come "Pholidophorus porroi" da Cristoforo Bellotti, ma successivamente riconosciuto come nuovo taxon da Wilhelm Deecke.
Il taxon Pholidophorus microlepidotus è stato a volte incluso in Prohalecites, ma esso presenta numerose differenze da P. porroi indicando una differente collocazione tassonomica.

## Descrizione

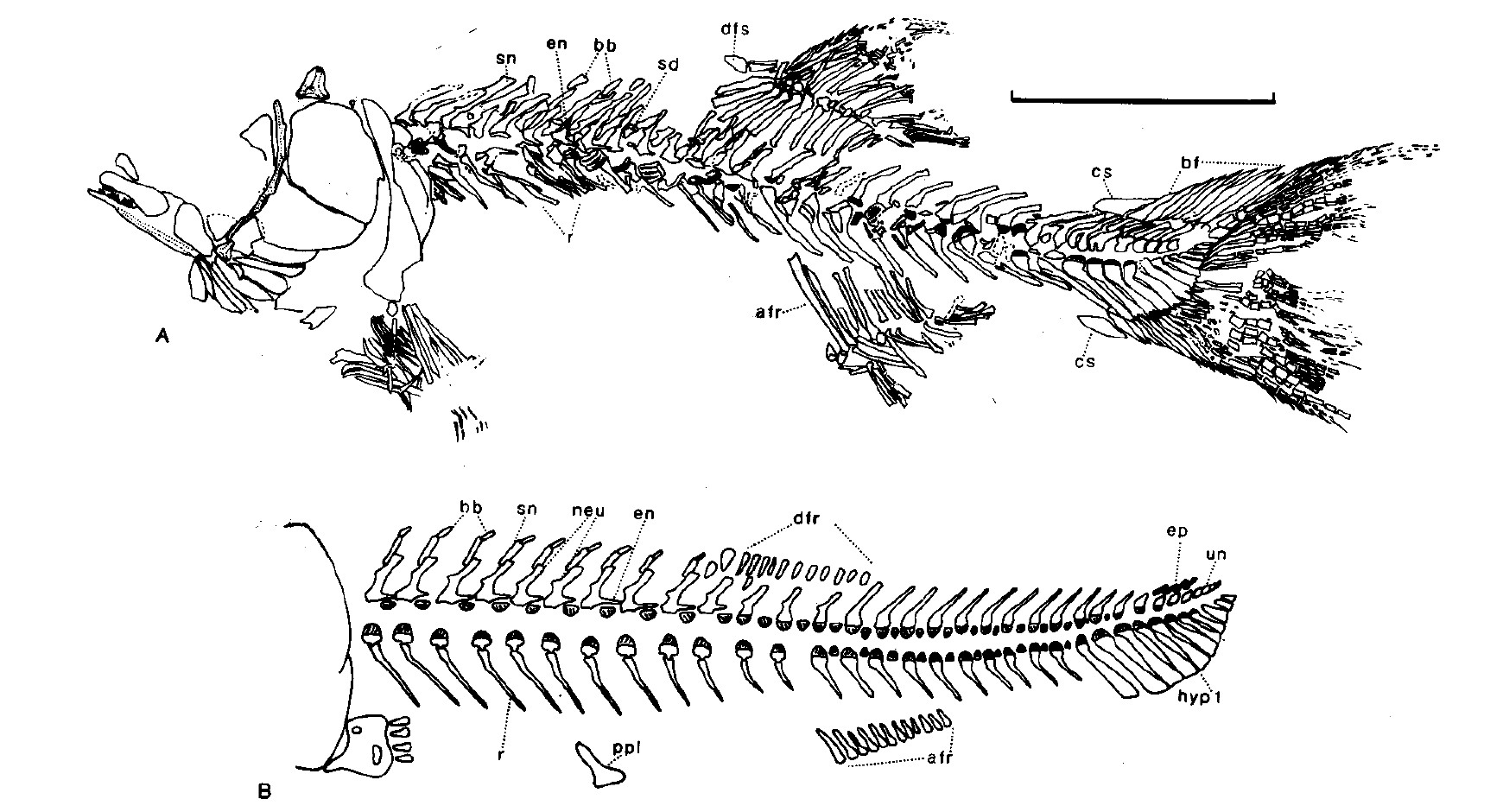
Riproduzioni di Prohalecites porroi

Prohalecites porroi era un piccolo pesce privo di scaglie;  si tratta di un genere di ridotte dimensioni, spesso avente una lunghezza inferiore ai 4 cm.
Le caratteristiche anatomiche che lo contraddistinguono a livello del cranio sono la presenza di un osso rostrale, un largo e continuo osso nasale e uno quadratojugale simile ad una stecca. L'osso preopercolare è composto da due elementi, il superiore è tubulare. Possiede 5 ossa infraorbitali e le ossa parietali sono a volte fuse. Un extrascapolare mediano e impari è spesso presente.
Lo scheletro assiale è caratterizzato da 33 segmenti vertebrali con emicordacentri, sono presenti epineurali e suprodorsali. Nella regione caudale la colonna vertebrale è diplospondila. Le spine neurali mediane sono impari, gli archi uro-neurali sono primitivi uroneurali, presenta cordacentri urali e pochi urodermali sono osservabili.

## Paleoecologia
Gli esemplari di P. porroi sono spesso conservati su lastre che presentano numerosi individui, indicando delle possibili mortalità di massa di interi banchi: ciò potrebbe indicare un comportamento gregario per questo taxon.